# Marilyn
Marilyn var et dansk filmmagasin, der blev vist på Kanal København i 2000.
Programmets vært var Nicolas Barbano, der viste klip fra videoaktuelle pornofilm, som han anmeldte og vurderede efter karaktersystemet 1-5 diamanter.
Programmets titel og udformning var en kærlig parodi på Ole Michelsens tilsvarende filmprogram Bogart, og Marilyn havde derfor kælenavnet "Bogarts frække kusine".